# Ma'awisley
Ma'awisley (em somali: Macawisley) são um conjunto de milícias baseadas em clãs sediadas na Somália central, principalmente ativas nos estados de Hirshabelle e Galmudug. Formadas como uma resposta popular ao grupo militante al-Shabaab, surgiram como uma força fundamental, embora controversa, nos esforços de contrainsurgência da Somália. Seu papel se expandiu significativamente desde 2022, com o governo somali cada vez mais contando com elas para recuperar territórios sob o controle do al-Shabaab.

## Descrição
Nomeados em homenagem aos sarongues (ma'awis) que os combatentes da milícia vestem, os Ma'awisley (lit. "Os Portadores de Ma'awis") se originaram como grupos de defesa comunitária vagamente organizados na Somália central rural, mobilizando-se espontaneamente de forma orgânica para resistir às demandas excessivas do al-Shabaab por impostos e recrutas. Os Ma'awisley são compostos principalmente de camponeses e pastores, com a maioria deles sem treinamento militar formal anterior, e somam cerca de 8.000 a 10.000 combatentes. Seus esforços ganharam estrutura por meio do apoio do governo, incluindo financiamento e coordenação com forças oficiais. As milícias são compostas predominantemente por membros de clãs locais, incluindo Hawadle, Abgal, Habar Gidir, Murusade e Surre. Os Ma'awisley teriam recebido armas do governo federal etíope e somali.
Os grupos Ma'awisley apareceram pela primeira vez na região de Jubalândia e Hiiraan em 2014 e têm aumentado e diminuído. No entanto, uma formação significativa ocorreu em 2018 na Somália central, liderada por Hibaad Ali Dasar de Gulane em Shabeellaha Dhexe, que organizou cerca de 60 homens para lutar contra o al-Shabab após recusar tributações. Apesar dos confrontos iniciais de maio a agosto de 2018, eles foram derrotados em outubro, com Dasar morto em uma emboscada. As milícias Ma'awisley também entraram em confronto com militantes do al-Shabaab no distrito de Adan Yabaal, na região de Shabeellaha Dhexe, em junho de 2019. A sua resistência inspirou novas mobilizações, nomeadamente em Hiran e Galmudug, com uma defesa bem-sucedida em Bahdo em junho de 2022, matando até 70 combatentes do al-Shabab, com as unidades Hawadle Ma'awisley a libertarem todo o território do clã Hawadle em Hiran do al-Shabaab.
Em 2022, o governo somali começou a armar as milícias Ma'awisley para lutar contra o al-Shabaab, especificamente milícias do clã de Hassan Sheikh Mohamud e outras próximas a ele. Também encorajou outros clãs na Somália central a mobilizar combatentes voluntários. O governo somali designou Ma'awisley como força primária na sua ofensiva contra o al-Shabaab, particularmente nas operações da Fase Um a leste do rio Shabelle em Hirshabelle e Galmudug, com o seu conhecimento local e agilidade permitindo sucessos tácticos, como a ofensiva de fevereiro de 2025 em El Buur, onde destruíram os redutos do al-Shabaab. O governo mudou a sua estratégia para dar prioridade às operações lideradas pelo Ma'awisley em detrimento das abordagens militares convencionais. Igualmente desempenhou um papel de coordenação, com o presidente somali, Hassan Sheikh Mohamud, a estabelecer Dhusamareb como um centro de comando interino em agosto de 2023 e a interagir com os clãs locais.
Este comprometimento, no entanto, levou a divisões, como dentro do clã Hawadle, onde havia uma preocupação crescente de que figuras importantes do governo federal estavam explorando a ofensiva para ganho político (o que levou o governador da região de Hiran, Ali Jayte, a desafiar intervenientes pró-governo) e o clã Murusade se dividiu sobre o envolvimento do governo, com alguns se opondo devido ao bloqueio de suprimentos em fevereiro de 2024. No norte de Galmudug, o Exército Nacional da Somália protegeu as aldeias para apoiar a milícia clânica Ma'awisley presente. Mas quando o Ma'awisley se retirou na sequência de uma disputa de terras entre a sua liderança e o presidente somali, Hassan Sheikh Mohamud, o Exército Nacional da Somália estava demasiado fraco para permanecer sozinho e foi forçado a retirar-se também. Em maio de 2024, as forças Ma'awisley entraram em confronto com unidades Danab treinadas pelos estadunidenses em El Baraf, Shabeellaha Dhexe, depois que o Danab supostamente tentou desarmar as forças locais Ma'awisley na cidade. Em fevereiro de 2024, as milícias Ma'awisley em Diinlaawe executaram três irmãos, acusando-os de espionagem para o al-Shabaab. Em 28 de janeiro, o chefe do tribunal militar da Somália, Hassan Ali Nur (Shuute), revelou que os abusos dos direitos humanos cometidos pelas milícias Ma'awisley aumentaram 11%, incluindo ataques às forças de segurança governamentais. As milícias também foram acusadas de aterrorizar civis em áreas libertadas, acertando rixas antigas relacionadas a disputas territoriais e controle sobre pastagens, bem como bloqueios ilegais de estradas para extorsão.
Embora o Ahlu Sunnah wal-Jama'ah, um grupo paramilitar aliado semelhante, tenha sido integrado na força policial do Estado de Galmudug, as várias unidades Ma'awisley não estão integradas e operam de forma independente. Em 7 de fevereiro de 2025, no entanto, o Ministro da Defesa da Somália, Omar Ali Abdi, anunciou que a integração oficial das forças da milícia Ma'awisley no Exército Nacional Somali está a decorrer, com o registro e o treinamento de combatentes voluntários já em progresso.

## Nota
- Este artigo foi inicialmente traduzido, total ou parcialmente, do artigo da Wikipédia em inglês cujo título é «Ma'awisley».